# Argostemma
Argostemma é um género botânico pertencente à família Rubiaceae.

## Espécies
- Argostemma cordatum MAXIM S. NURALIEV, ANTON S. BEER, ANDREY N. KUZNETSOV, SVETLANA P. KUZNETSOVA[3]